# Хекхушайд
Хекхушайд (нем. Heckhuscheid) — община в Германии, в земле Рейнланд-Пфальц. 
Входит в состав района Айфель-Битбург-Прюм. Подчиняется управлению Прюм.  Население составляет 140 человек (на 31 декабря 2010 года). Занимает площадь 8,28 км².